# Les Dalton dans le blizzard
Les Dalton dans le blizzard est la trente-septième histoire de la série Lucky Luke par Morris (dessin) et René Goscinny (scénario). Elle est publiée pour la première fois du no 1256 au no 1277 du journal Spirou, puis en album en 1963.

## Résumé
Les Dalton s'évadent pour la troisième fois. 
Mais cette fois, Joe a une idée pour ne pas se faire reprendre par Lucky Luke : ils traverseront la frontière et iront s'établir au Canada. Pour brouiller les pistes, les Dalton se font passer pour les frères « Jones » : Frank, Louis, Robert et Jim Jones — à la suite d'une maladresse d'Averell, ce dernier nom se transformera en « Imbécile Jones ». Malgré ces précautions, tout le monde reconnait les Dalton et Lucky Luke n'a aucune peine à suivre leur trace, d'autant plus qu'un témoin lui a affirmé que les quatre hors-la-loi se rendaient au Canada. Les Dalton franchissent quand même la frontière sans être arrêtés et parviennent au Canada en plein hiver : il y fait froid et il y a de la neige sur le sol.
Le jour même de leur arrivée, les Dalton attaquent un saloon du coin et apprennent avec satisfaction qu'il n'y a qu'un seul policier dans les environs pour couvrir un territoire immense : le caporal Winston Pendergast. Celui-ci, qui habite chez un certain Grospierre, vient d'ailleurs de faire la connaissance de Lucky Luke, à son tour fraîchement arrivé au Canada. Les deux hommes ayant appris l'attaque de l'auberge par les Dalton, ces derniers doivent désormais être considérés comme des criminels au Canada. Pendergast et Lucky Luke décident alors de joindre leurs forces pour les arrêter. 
Au départ, la piste des quatre hors-la-loi est facile à suivre car elle est jalonnée d'attaques de banques. À Petitpavé, Lucky Luke parvient à arrêter William, Jack et Averell, mais peu après, Joe réussit à libérer ses trois frères. Pour se débarrasser de leurs poursuivants, les Dalton décident de fuir vers le nord. Ils trouvent temporairement refuge dans un camp de bûcherons où ils travaillent comme cuisiniers, mais Lucky Luke est toujours sur leurs traces et ils doivent s'enfuir à nouveau.
Ils arrivent bientôt à Golden Glow, où la nuit dure six mois. L'objectif de Joe est d'acheter le saloon où les prospecteurs viennent dépenser leur or. Pour cela, le quatre frères organisent un combat de boxe « arrangé » entre Joe et Averell : Jack et William miseront toute leur fortune sur Joe qui, bien sûr, « devra » gagner. Cependant, Averell — qui une fois de plus n'a pas tout compris — n'est pas d'accord avec le plan et flanque une raclée à Joe pendant le combat. Lorsque William réussit à lui faire entendre raison et que Joe est déclaré vainqueur — alors qu'il est encore KO — les spectateurs mettent à sac le saloon. 
Écœuré par ces dernières péripéties, le propriétaire décide de quitter le pays et vend finalement son établissement aux Dalton. C'est à ce moment que Lucky Luke et le caporal Pendergast arrivent en ville. Après avoir vainement monté la population locale contre eux, les Dalton doivent fuir une fois de plus. Encerclés par des loups dans la forêt, ils sont sauvés par Lucky Luke qui les ramène aux États-Unis.

## Personnages
- les Canadiens
  - Gros Pat : bûcheron canadien, arrête de se battre sur la seule demande du caporal, et va de lui-même au pénitencier (3 jours de marche pour 2 jours de peine)
  - Grospierre : trappeur canadien, délivre Rantanplan d'un piège, accueille Lucky Luke, c'est chez lui que ce dernier rencontre le caporal
  - Minceruisseau : bûcheron canadien, qui emploie les Dalton comme bûcherons, puis au vu des résultats comme hommes de ménage et cuisiniers
  - caporal Winston Pendergast : caporal de la police montée canadienne, si son autorité est reconnue par ses concitoyens (Cf. Gros Pat), elle a peu d'effet sur les Dalton
  - Grosthomas : aubergiste d'un village nommé Le Tuyau
  - Quatrebornes : bûcheron du camp de Minceruisseau
  - Rocherluisant : bûcheron du camp de Minceruisseau
  - Petitsentier : bûcheron du camp de Minceruisseau
  - Largeroute : bûcheron du camp de Minceruisseau
  - Grostas : bûcheron du camp de Minceruisseau
  - Brutépaisse : bûcheron du camp de Minceruisseau
  - Œil de taupe : Indien vivant au pied d'une chute
  - Mollet de coq : fils du précédent
  - frères Bellesource : quatre enfants de taille échelonnée vivant au Canada. Connus dans leur village pour être des terribles
- les Américains
  - Anvil Klonc : forgeron qui délivre les Dalton de leurs boulets, est tellement peureux qu'il est même effrayé par Rantanplan qui lui donne la patte
  - Panchito : gamin d'origine mexicaine qui apporte à Lucky Luke le télégramme lui annonçant l'évasion des Dalton
  - Averell Dalton : le plus grand et le plus bête, toujours affamé, "gaffeur-né"[1]
  - Jack Dalton : plus petit qu'Averell, mais plus grand que William
  - William Dalton : plus petit que Jack, mais plus grand que Joe, avec Jack ils "constituent le chœur grec"[1]
  - Joe Dalton : le plus petit, le plus teigneux, "stupide, (...) égoïste, vaniteux, cruel et avide"[1], il voue une haine inextinguible à Lucky Luke

## Publication

### Revues
L'histoire est parue dans le journal Spirou, du no 1256 (10 mai 1962) au no 1277 (4 octobre 1962).

### Album
Éditions Dupuis, no 22, 1963

## Adaptation
Cet album a été adapté dans la série animée Lucky Luke, diffusée pour la première fois en 1983 et dans le film d'animation au cinéma Les Dalton en cavale pour une compilation des 3 épisodes.

## Sources
- Dictionnaire Goscinny, sous la direction d'Aymar du Chatenet, Éd. JC Lattès, 2003,  (ISBN 2-7096-2313-7)
- www.bedetheque.com, « Lucky Luke » (consulté le 7 août 2008)
- www.lucky-luke.com, « Lucky Luke » (consulté le 7 août 2008)
- www.bdoubliees.com, « Parutions dans le journal de Spirou » (consulté le 7 août 2008)